# Zagóźdź (gromada)
Zagóźdź – dawna gromada, czyli najmniejsza jednostka podziału terytorialnego Polskiej Rzeczypospolitej Ludowej w latach 1954–1972.
Gromady, z gromadzkimi radami narodowymi (GRN) jako organami władzy najniższego stopnia na wsi, funkcjonowały od reformy reorganizującej administrację wiejską przeprowadzonej jesienią 1954 do momentu ich zniesienia z dniem 1 stycznia 1973, tym samym wypierając organizację gminną w latach 1954–1972.
Gromadę Zagóźdź z siedzibą GRN w Zagoździu utworzono – jako jedną z 8759 gromad na obszarze Polski – w powiecie puławskim w woj. lubelskim na mocy uchwały nr 14 WRN w Lublinie z dnia 5 października 1954. W skład jednostki weszły obszary dotychczasowych gromad Zagóźdź, Składów, Dębczyna i Kruszyna ze zniesionej gminy Baranów w powiecie puławskim oraz obszar dotychczasowej gromady Meszno ze zniesionej gminy Michów w powiecie lubartowskim w tymże województwie. Dla gromady ustalono 9 członków gromadzkiej rady narodowej.
1 stycznia 1959 z gromady Zagóźdź wyłączono kolonie Meszno i Kruszyna, włączając je do gromady Michów w powiecie lubartowskim w tymże województwie, po czym gromadę Zagóźdź zniesiono, włączając jej (pozostały) obszar do gromady Baranów w tymże (puławskim) powiecie.